# Warcaby klasyczne

Układ bierek do rozpoczęcia gry.

Warcaby klasyczne (warcaby brazylijskie, małe polskie) – warcaby 64-polowe rozgrywane według zasad Światowej Federacji Warcabowej (FMJD) oraz Polskiego Związku Warcabowego (PZWarc)

## Zasady gry

### Posunięcia
- Pierwszy ruch wykonuje zawodnik grający białymi.
- Gracze wykonują posunięcia po jednym ruchu, na przemian, własnymi warcabami.
- Wykonanie ruchu jest obowiązkowe.
- Kamień porusza się po przekątnej tylko do przodu na wolne pole następnej linii.
- W sytuacji, gdy kamień staje na pole przemiany (dla białych to pola: b8, d8, f8, h8; dla czarnych: a1, c1, e1, g1) staje się damką.
- Damka porusza się po przekątnych we wszystkich kierunkach na dowolne wolne pole.

### Bicie
- Jeżeli kamień znajduje się w sąsiedztwie po przekątnej przeciwnika, za którym jest wolne pole, to może on przeskoczyć ten kamień i zająć to wolne pole. Kamień, który został przeskoczony, zostaje usunięty.
- Bicie wykonuje się do przodu lub do tyłu.
- Bicie jest obowiązkowe.
- W wypadku, gdy istnieje wybór pomiędzy zbiciem różnych ilości warcabów przeciwnika, to obowiązkowe jest bicie większej ilości warcabów.
- Jeżeli zwykły kamień w czasie bicia przechodzi przez jedno z pól przemiany i kontynuuje bicie, to nie zamienia się w damkę i nadal pozostaje kamieniem.
- Jeżeli królowa (damka) zbiła już jakiś kamień, a w odległości (1,2 lub więcej pól) stoi następny kamień, to królowa musi go zbić.

### Cel i rezultat gry
Celem gry jest uniemożliwienie przeciwnikowi wykonania posunięcia poprzez zbicie lub zablokowanie jego warcabów. W pozostałych przypadkach partię uznaje się za remisową.